# Hokkaido universitet

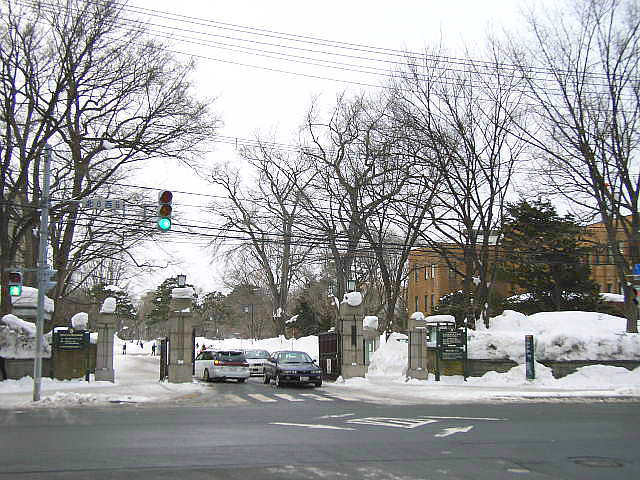
Huvudentrén till Hokkaido universitet.

Hokkaido universitet (japanska: 北海道大学?, Hokkaidō daigaku, förkortat Hokudai) är ett statligt japanskt universitet, beläget i centrala Sapporo på Hokkaido. Universitetet, som grundades 1876, har omkring 20 000 studenter.
Hokkaido universitet har, förutom sitt huvudcampus i Sapporo, också ett campus i Hakodate. Det är ett av de sju tidigare kejserliga universiten i Japan, som fortfarande åtnjuter en särskild status i det allmänna medvetandet.
Universitetet grundades 1876 som en renodlad lantbruksskola. 1918 fick den status som universitet och ett bredare utbud av utbildningar, under namnet Hokkaido kejserliga universitet (北海道帝國大學, Hokkaidō teikoku daigaku). Sedan 1947 heter universitetet Hokkaido universitet.